# 빅 히어로 시리즈
빅 히어로 시리즈(Big Hero 6: The Series)는 디즈니 텔레비전 애니메이션이 제작하고 창작자는 《우주용사 버즈》(Buzz Lightyear Of Star Command)와 《킴 파서블》(Kim Possible)의 마크 맥코클과 밥 숄리가 공동제작을 한 애니메이션 작품이다. 2014년에 개봉을 한 영화 빅 히어로 6(Big Hero 6)를 기반으로 한 미국 슈퍼 히어로 코미디 애니메이션 TV 시리즈이다. 2017년 11월 20일부터 2021년 2월 15일까지 디즈니 XD와 디즈니 채널에서 방영을 하였다. 일본에서 2018년 4월 21일에 첫 방송이 되었다. 그리고 대한민국 2018년 9월 15일부터 시작되었고 시즌 2에는 2019년 12월 21일에 방영이 되었다. 시즌3까지는 2020년 12월 21일부터 2021년 5월 5일까지 방영을 하였다.

## 목소리 출연

### 원본판
- 히로 아르마다 - 라이언 포터
- 테디 아르마다 - 다니엘 헤니 (특별출연)
- 베이맥스 - 스콧 애드싯
- 캐스 이모 - 마야 루돌프
- 고고 토마고 - 제이미 정
- 허니 레몬 - 제네시스 로드리게스
- 칼라한 교수 - 제임스 크롬웰
- 와사비 - 카리 페이턴
- 프레드 - 브룩스 윌런
- 스탠 리 - 스탠 리
- 크레이 - 앨런 튜딕
- 카르미 - 할리 튜
- 미니 맥스 - 존 마이클 히긴스

### 한국어판
- 히로 아르마다 - 심규혁
- 테디 아르마다 - 신용우 (특별출연)
- 베이맥스 - 홍범기
- 캐스 이모 - 조현정
- 고고 토마고 - 김영은
- 허니 레몬 - 이지현
- 와사비 - 박성태
- 칼라한 교수 - 문관일
- 프레드 - 하성용
- 스탠 리 - 박일 → 문관일
- 크레이 - 김정은
- 카르미 - 조현정
- 미니 맥스 - 신용우
- 기타 배역 - 사문영, 황창영, 김명준

## 우리말 연출
- 더빙 스튜디오 : STORM
- 믹싱 스튜디오 : STORM
- 음악연출 : 박덕수 (STORM)
- 한국어 제작 : Disney Character Voices International,Inc.
- 기획 : 디즈니채널코리아(유)

## 참고
- 국내판은 2018년에 방영 당시에 방송심의규정상 무기와 칼은 모자이크 방식으로 처리해왔다는 디즈니채널 코리아 측에 설명이다.